# جدول سینو
جدول سینو (به انگلیسی: Sino Chart) سازمان رسمی رتبه‌بندی جدول‌های ضبط در چین است که در سال ۲۰۰۹ تأسیس شد. رتبه‌بندی‌ها در این جدول بر اساس فروش فیزیکی آلبوم، تک‌آهنگ یا آلبوم چندآهنگه است و شامل فروش از طریق بارگیری نمی‌شود.